# هايدكي ماتسوياما
هايدكي ماتسوياما (باليابانية: 松山英樹؛ بالكانا: まつやま ひでき) هو لاعب غولف ياباني، ولد في 25 فبراير 1992 في ماتسوياما في اليابان.

## وصلات خارجية
- هايدكي ماتسوياما على موقع رابطة لاعبي الغولف المحترفين (الإنجليزية)
- هايدكي ماتسوياما على موقع رابطة اليابان للاعبي الغولف المحترفين (الإنجليزية)
- هايدكي ماتسوياما على موقع رابطة اليابان للاعبي الغولف المحترفين (الإنجليزية)
- هايدكي ماتسوياما على موقع التصنيف العالمي الرسمي للغولف (الإنجليزية)
- هايدكي ماتسوياما على موقع أوليمبيديا (الإنجليزية)